# Yubo (aplicación)
Yubo es una aplicación móvil, una red social destinada a “hacer nuevas amistades”. Yubo vio la luz de la mano de 3 estudiantes franceses de Ingeniería en 2015 y está disponible en iOS y Android. Destinada a adolescentes y jóvenes adultos, lo que comprende las edades entre 13 y 25 años, la aplicación permite a los usuarios crear grupos de conversación en vídeo y en directo con hasta 10 amigos. La app cuenta con 40 millones de usuarios en todo el mundo.

## Historia
Yubo es una aplicación móvil creada en 2015 por Sacha Lazimi, Jérémie Aouate y Arthur Patora, tres estudiantes franceses en escuelas de ingenieros, CentraleSupélec y Télécom ParisTech.
El lanzamiento de Yubo tuvo lugar en octubre de 2015 para iPhone y Android.
En diciembre de 2019, la empresa recauda 11,2 millones de euros de la mano de los fondos de inversión Iris Capital e Idinvest Partners, pero también junto a sus inversores habituales: Alven (inversor histórico de la app), Sweet Capital y Village Global, que cuenta con Mark Zuckerberg et Jeff Bezos entre sus inversores. La empresa quiere mejorar la seguridad, especialmente multiplicando el número de moderadores humanos, y quiere desarrollar nuevos mercados, como Japón y Brasil.
En septiembre de 2020, Yubo anuncia un rápido crecimiento debido al distanciamiento social en el contexto de la pandemia mundial. La sociedad, que desea ampliar su desarrollo en Estados Unidos y América Latina, se establece en Jacksonville, en Florida, donde instala su sede americana. Igualmente, Yubo abre oficinas en Londres.
En noviembre de 2020, Yubo hizo una nueva captación de fondos y logró recaudar 40 millones de euros de sus inversores históricos y de uno nuevo, Gaia Capital Partner. El objetivo es principalmente reforzar la capacidad de moderación y desarrollar el mercado asiático. Yubo alcanzó los 40 millones de afiliados.

## Particularidades
Yubo permite crear grupos de conversación por vídeo en tiempo real con un máximo de 10 miembros. El objetivo expresado por los creadores de la app es que Yubo pueda convertirse en un espacio familiar para los usuarios, que podrán, de esta forma, socializar online como en la “vida real”. Diversos observadores, entre los cuales destaca la psicóloga clínica Emma Levillair, destacan que Yubo dejó atrás el botón “Me Gusta” y estiman que el modelo de red social desarrollado por la sociedad Yubo se diferencia de la mayoría de las redes sociales precedentes, basadas en la acción de compartir contenido y abonarse a cuentas de “influencers” con grandes cantidades de seguidores.
La aplicación se centra particularmente en crear círculos de amigos. Una de las funciones de Yubo permite mostrar perfiles e indicar cuáles interesan al usuario. Si el interés es recíproco, podrá empezar la interacción privada. Así, Yubo facilita la posibilidad de crear un contacto según las similitudes de los perfiles, y no basándose en interacciones constatadas entre diferentes cuentas, como sucede en otras redes sociales.
La posibilidad de mostrar perfiles y empezar una conversación si el interés es mutuo es un principio que se asemeja a la app de citas Tinder, y Yubo suele ser denominada por la prensa como “el Tinder de los adolescentes”. La sociedad Yubo estima que la comparación con Tinder es inapropiada: afirma que, entre otros aspectos, la mayoría de los usuarios nunca llegan a quedar físicamente y que el 80% de ellos se encuentran situados geográficamente a un mínimo de 80 km.

## Críticas
En sus inicios, Yubo fue criticado por la prensa, así como por asociaciones y expertos en la protección infantil que destacaron diferentes problemas: riesgo de incitación sexual a jóvenes por parte de adultos, envío de fotos de desnudos y casos de acoso. La sociedad Yubo puso en marcha numerosas mejoras de sistemas de seguridad y, a finales de 2019, asegura que los problemas de moderación quedaron en el pasado. Los expertos en seguridad reconocen el compromiso y los avances de Yubo en esta materia, pero creen que ni Yubo ni las redes sociales en general pueden lograr el riesgo cero para sus usuarios.

## Modelo económico y datos financieros
Yubo no incorpora publicidad en su app y afirma no sacar beneficios económicos de los datos de sus usuarios. La sociedad declara que la única fuente de recursos es la venta de funciones adicionales. Por ejemplo, los usuarios pueden comprar un “boost” para que la visibilidad de sus perfiles aumente y, así, conseguir más interacciones sociales. En 2019, la sociedad declaró una facturación de 10 millones de dólares (8,9 millones de euros).